# Laurent Koscielny
Laurent Koscielny (wym. [loˈʁɑ̃ kosjɛlˈɲi]; ur. 10 września 1985 w Tulle) – francuski piłkarz polskiego pochodzenia, który występował na pozycji obrońcy. Były reprezentant Francji.

## Kariera klubowa
Koscielny rozpoczął swoją karierę w ESA Brive, z którego w 2002 odszedł do Limoges FC. Rok później został zawodnikiem En Avant Guingamp, w którego barwach zadebiutował w dorosłym futbolu. W 2007 Koscielny wzmocnił zespół Tours FC. W sezonie 2008/2009 Francuz rozegrał 34 spotkania i zdobył 5 bramek. W maju 2009 UNFP umieścił Koscielny'ego w jedenastce sezonu 2008/2009 Ligue 2. 16 czerwca 2009 Koscielny za kwotę 1,7 miliona euro został sprzedany do FC Lorient, z którym podpisał czteroletni kontrakt.
Po sezonie 2009/2010 w mediach zaczęło pojawiać się coraz więcej informacji na temat transferu Koscielnego do Arsenalu. Spekulowano, że Anglicy mają zapłacić za Francuza kwotę rzędu 8,5 miliona funtów. 5 lipca francuski dziennik Ouest-France podał, że w oczekiwaniu na oficjalne potwierdzenie transferu, Koscielny odbył trening z zespołem rezerw Arsenalu. 7 lipca 2010 transfer Koscielnego do Arsenalu został oficjalnie potwierdzony przez angielski klub. Francuz będzie występował z numerem 6, który wcześniej należał do Philippe Senderosa. 
W 2022 roku oficjalnie zakończył karierę sportową.

## Kariera reprezentacyjna
Ze względu na swoje polskie korzenie, Koscielny miał prawo do występów zarówno w reprezentacji Francji, jak i w reprezentacji Polski. Koscielny postanowił ubiegać się o polskie obywatelstwo, jednak 8 lipca 2010 roku serwis Futbolnews.pl poinformował, że Koscielny nie zagra w reprezentacji Polski.
3 lutego 2011 Laurent Blanc powołał go na mecz przeciwko Brazylii.

## Sukcesy

### Arsenal
- Puchar Anglii: 2013/14, 2014/15, 2016/17
- Tarcza Wspólnoty: 2014, 2015

### Francja
- Wicemistrzostwo Europy: 2016

### Indywidualne
- Drużyna sezonu Ligue 2: 2008/09
- Najlepszy piłkarz Arsenalu miesiąca: styczeń 2012
- Drużyna sezonu Premier League wg użytkowników premierleague.com: 2013/14, 2014/15